# Стави (Обухівський район)
Стави́ — село в Україні, в Обухівському районі Київської області.
Адміністративний центр Ставівської сільської ради. Населення становить 1 240 осіб.
До революції мало назву Жидівські Стави або Стави. 1885 рік — колишнє власницьке село Ставинської волості Київського пов. Київської губ. при річці Горохуватка, 1200 осіб, 152 двори, православна церква, школа, 2 постоялих будинки, 2 лавки. За версту — паровий млин і пивоварний завод.
Метричні книги, клірові відомості, сповідні розписи церкви св. Михаїла, з 1821 р. Покрова Пресвятої Богородиці с. Жидівські Стави або Стави (приписне с.* Бендюгівка) Ставинської волості Київського пов. Київської губ. зберігаються в ЦДІАК України. http://cdiak.archives.gov.ua/baza_geog_pok/church/zhyd_003.xml [Архівовано 18 грудня 2018 у Wayback Machine.]

## Населення
За даними перепису населення 1926 року - 552 господарства, 2438 осіб.

### Мова
Розподіл населення за рідною мовою за даними перепису 2001 року:
| Мова            | Кількість | Відсоток |
| --------------- | --------- | -------- |
| українська      | 1518      | 97.62%   |
| російська       | 31        | 1.99%    |
| білоруська      | 5         | 0.32%    |
| інші/не вказали | 1         | 0.07%    |
| Усього          | 1555      | 100%     |

## Уродженці
- Бугаєнко Ігор Никонович (нар. 1939) — український мистецтвознавець і живописець.
- Бурдик Василь Миколайович (1945—2009) — український театральний актор, народний артист України.
- Григорук Володимир Васильович (нар. 1937) — казахстанський науковець-економіст, доктор економічних наук, професор.
- Литвин Едуард Григорович (1938—2000) — український письменник, поет, діяч лікеро-горілчаної промисловості. На фасаді ставівської школи встановлена меморіальна дошка на честь Едуарда Литвина.
- Рогоза Борис Петрович (1934—2004) — український прозаїк, публіцист, Заслужений працівник культури України.